# Al-Muflisa
Al-Muflisa (arab. المفلسة) – wieś w Syrii, w muhafazie Aleppo. W 2004 roku liczyła 387 mieszkańców.